# Неріц
Неріц (нім. Neritz) — громада в Німеччині, розташована в землі Шлезвіг-Гольштейн. Входить до складу району Штормарн. Складова частина об'єднання громад Бад-Ольдесло-Ланд.
Площа — 4,66 км2. Населення становить 328 ос. (станом на 31 грудня 2020).